# Cartmel Fell
Cet article possède un paronyme, voir Cartmel.
Cartmel Fell est un hameau et une paroisse civile de Cumbria, situé dans le nord-ouest de l'Angleterre. 